# Portu
Portu, bürgerlich Cristian Portugués Manzanera (* 21. Mai 1992 in Murcia oder Beniel), ist ein spanischer Fußballspieler.

## Karriere
Portu begann seine Karriere beim FC Valencia. Im April 2010 spielte er erstmals für die Zweitmannschaft FC Valencia Mestalla in der Segunda División B. Mit Mestalla musste er zu Saisonende jedoch in die Tercera División absteigen. Nach nur einer Saison konnte er jedoch wieder in die Segunda División B aufsteigen.
Im Januar 2012 stand Portu erstmals im Kader der Profis. Sein Debüt für die Profis gab er im Februar 2014 im Rückspiel des Europa-League-Sechzehntelfinales gegen Dynamo Kiew, als er in Minute 81 für Federico Cartabia eingewechselt wurde. Im März 2014 debütierte er gegen Rayo Vallecano in der Primera División.
Zur Saison 2014/15 wechselte er zum Zweitligaaufsteiger Albacete Balompié. In jener Saison kam er auf 36 Einsätze, in denen er sechs Treffer erzielte. In der Saison 2015/16 musste er mit Albacete in die Segunda División B absteigen. In dieser Saison kam er auf 39 Einsätze, in denen er erneut sechsmal einnetzte.
Zur Saison 2016/17 wechselte Portu zum Zweitligisten FC Girona, bei dem er einen Dreijahresvertrag erhielt. Im Juli 2019 folgte der Wechsel zu Real Sociedad. Im Sommer 2022 wurde er für eine Saison an den FC Getafe ausgeliehen.  Getafe zog im Sommer 2023 die Kaufoption und Portu wechselte Anfang September zum FC Girona.